# Skelett
För andra betydelser, se Skelett (olika betydelser).

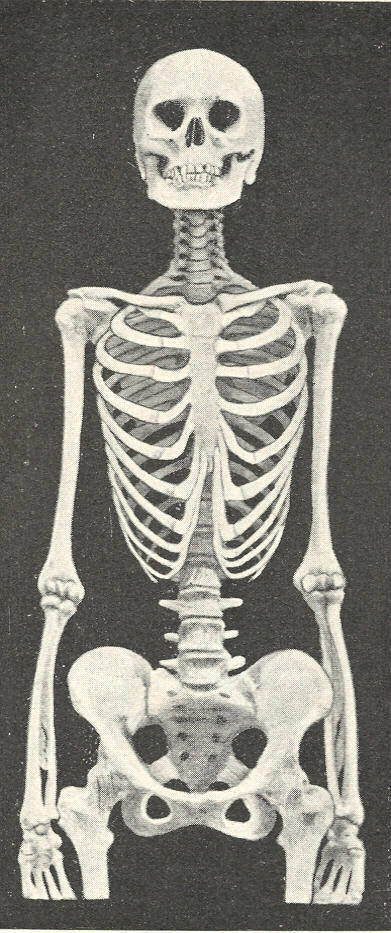
Kvinnas skelett

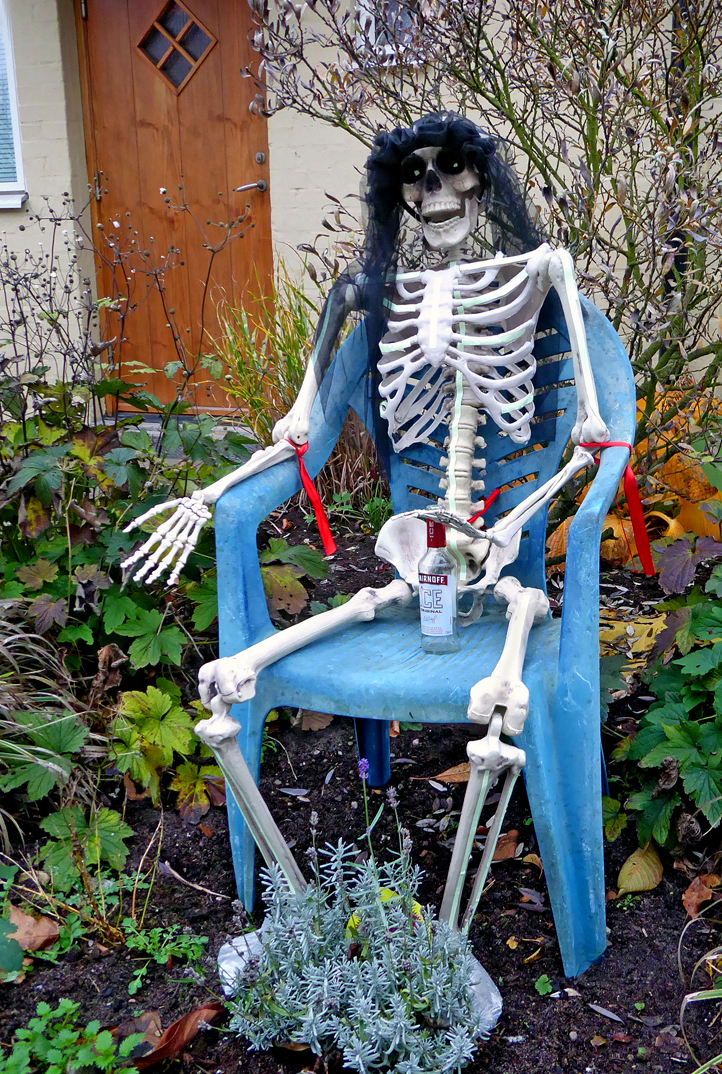
Ett skelett i plast avsett som dekoration under Halloween

Skelettet (av grekiska: skeletos. förtorkad kropp, på latin ossa) är en stödstruktur hos en- eller flercelliga djur, som är nödvändigt både för struktur och rörelseförmåga. Skelett delas vanligen in i tre typer - yttre skelett eller exoskelett, inre skelett eller endoskelett, och hydrostatiskt skelett bestående av vätskefyllda kammare. 
Exoskelett finns hos många insekter och hos kräftdjur. Alla leddjur har exoskelett under åtminstone någon del av sin livstid. Ett sådant bildar ett skyddande skal runt sin bärare. Endoskelett har de flesta vertebrater, och består av benvävnad som är mineraliserad med bland annat kalcium och kisel. Hos andra arter, såsom broskfiskar, kan endoskelettet bestå av brosk. De djur som har brosk istället för benvävnad är till exempel hajar och rockor.
Hydrostatiska skelett bestående av vätskefyllda kammare hittas exempelvis hos nässeldjuren. Detta är en typ av skelett skilt från de andra typerna, då den saknar hårda stödjande strukturer. Hos växter finns ibland liknande strukturer men då talar man istället om stödjevävnad. Strukturelement inne i en cell benämns cellskelett eller cytoskelett.

## Mjuka skelett
Vissa djurarter, som nässeldjur och ringmaskar, har ett hydrostatiskt skelett bestående av hålrum inuti kroppen som är fyllda med vätska. Denna vätskas tryck gör att kroppen hålls stabil och att djuret kan röra på sig. Muskulaturen är anpassad för att detta skall fungera, hos de djur som brukar detta. Rörelser möjliggörs genom konstant volym, som gör att kroppen ändrar bredd och längd när muskulaturen ändrar status. Vissa djur, som de i bläckfiskars armar och däggdjurs tungor, är hydrostatiska skelett med rörelsemöjligheter. Dessa kallas för muskulära hydrostater.

## Hårda skelett
Många flercelliga djur har ett skelett som är uppbyggt av hård vävnad. Dessa delas upp i yttre skelett, som finns på kroppsytan, och inre skelett. Många blötdjur har ett skyddande yttre skelett som är musklernas fäste. I manteln utsöndras detta av huden, och består av de förstärkta proteinerna periostracum som är sammansatta till ett skyddande lager, under detta kristaller av kalciumkarbonater och proteiner. Det innersta laget innehåller också kalciumkarbonat (pärlemor som växer i takt med djuret.
Skelettet hos tagghudingar produceras i huden. Det är därför ett så kallat endoskelett, med samma funktion som ett yttre skelett. Det yttre skelettet hos leddjur består av en kutikula som förstärkts på hudens yta. denna kutikula innehåller dött material, som till största grad består av kitin som bundits till proteiner och hos vissa djur förstärkt med kalciumkarbonat. Detta skelett gör att de inte kan växa så mycket, och därför ömsar många insekter kutikulan. Om ett leddjur blev väldigt stort hade kutikulan tvingats vara så stor att djuret hade haft rörelseproblem.
Det så kallade endoskelettet finns även hos ryggradsdjur. Detta skelett förenar både skydd och rörelse. Skelettet bildas i mesodermet i embryot. Benvävnad är skelettets största komponent, men även den en broskvävnad. Detta varierar beroende på djur. Först är skelettet huvudsakligen brosk. Detta byts dock senare ut mot benvävnad. Mineralet hydroxiapatit gör att benvävnaden kan hållas fast. Det får hjälp av proteiner som kollagener.

## Människans skelett

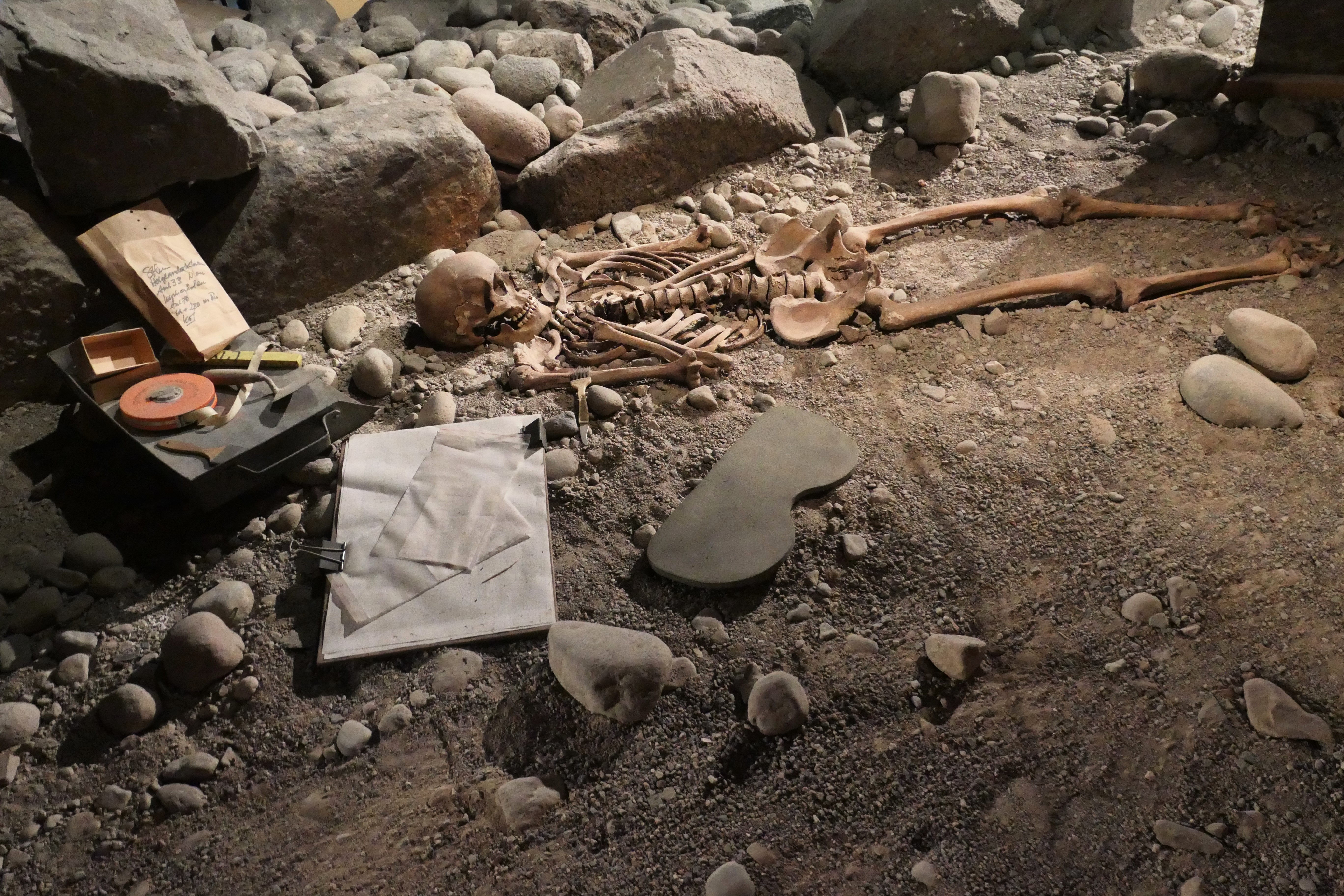
En mansskelett på Helgeandshusets kyrkogård. Kyrkogården är ett av tre fornminnen under Norrbro på Helgeandsholmen i Stockholm.

Människan har 206 ben som delas in i olika kategorier. De utgör ungefär 20 % av kroppsvikten.
- Rörbenen sitter i extremiteterna. De delas upp i långsmala skaft, diafyser, och tjocka ändar, epifyser. Mellan dem sitter metafysen. Under ett tidigt stadium sitter den så kallade fysen mellan meta- och epifysen. Den försvinner när man växt klart.

- Korta ben (ossa brevia) finns på vissa ställen på kroppen, som på handloven. Detta skeletts funktion är att ge stabilitet, och är tätt packat med strama ligament. Därför kan man inte röra dem mycket.

- Platta ben, eller ossa plana, är en relativt ovanlig skelettsort, som bland annat finns i bröstbenet och bäckenet. De är till för att skydda underliggande organ.

- Luftförande ben, ossa pneumatica, finns i ansiktsskelettet. I dem finns bihålorna.

Skelettet ingår i rörelseapparaten. Leder som sitter mellan benen har muskler som verkar över sig, och när muskeln drar sig samman, rör sig leden. Inuti skelettet finns antingen röd eller gul benmärg. De blodbildande organen i kroppen utgörs av den röda benmärgen, medan den gula innehåller fett. Blodets kalciumhalt regleras av mineraler i skelettet.